# 六磷化四铷
六磷化四铷是一种无机化合物，化学式为Rb4P6，具有金属光泽，可由铷和磷在870 K反应制得。它在空气中迅速水解，生成磷烷。固体31P-NMR表明，Rb4P6中的P64−没有芳香性。